# Melanoxylum
Melanoxylum là một chi thực vật có hoa trong họ Đậu.